# Alexander Karachun
Alexander Karachun (belarussisch Аляксандр Віктаравіч Карачун, deutsche Transkription Aljaksandr Wiktarawitsch Karatschun; * 3. März 1995 in Danzig, Polen) ist ein deutsch-belarussischer Eishockeyspieler, der seit Mai 2021 bei den Schwenninger Wild Wings aus der Deutschen Eishockey Liga (DEL) unter Vertrag steht und dort auf der Position des Stürmers spielt.

## Karriere

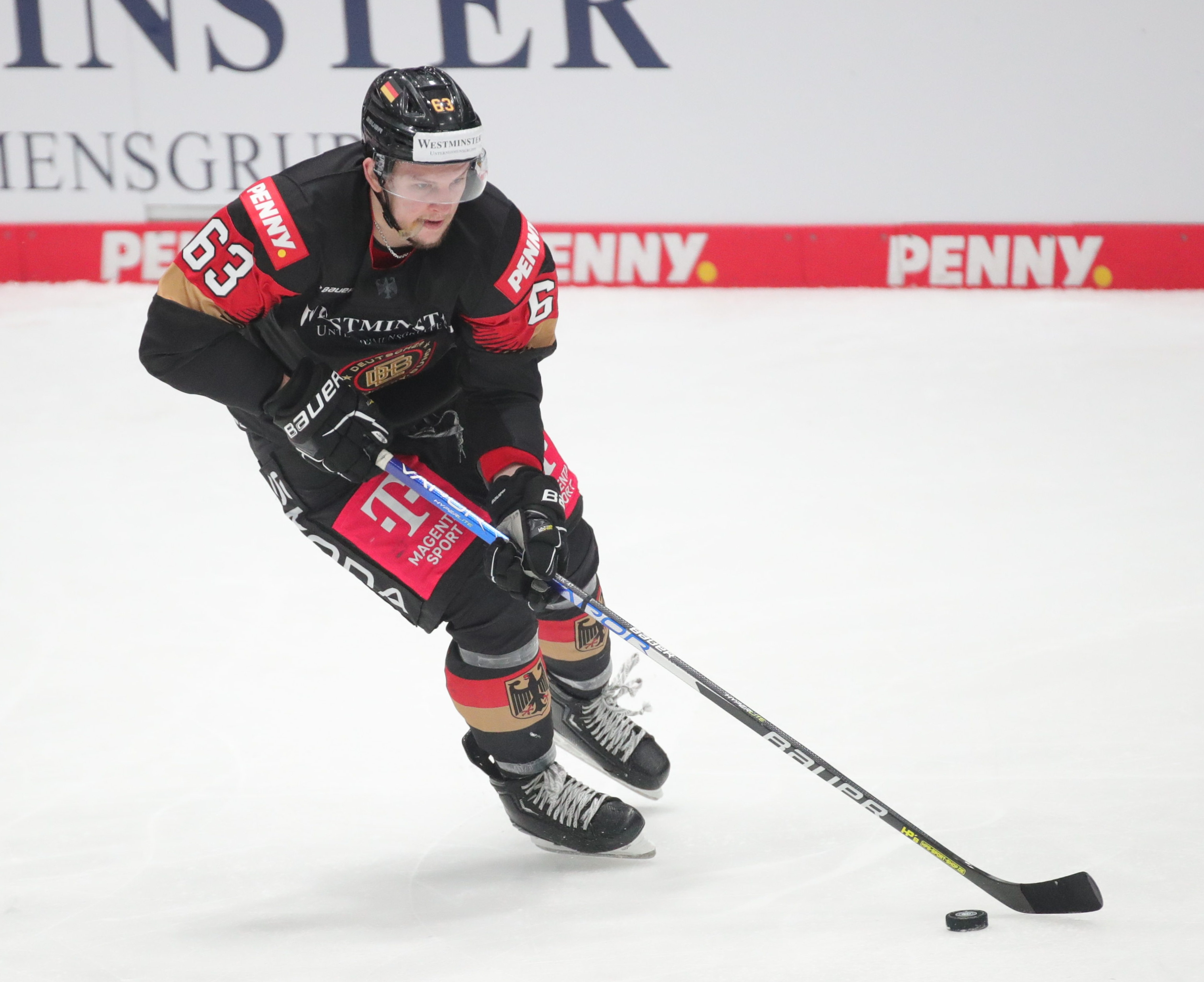
Karachun im Trikot der deutschen Nationalmannschaft (2023)

Karachun besitzt die deutsche und die belarussische Staatsbürgerschaft. Er ist der Sohn des im Jahr 2004 verstorbenen Eishockeyprofis Wiktar Karatschun, der belarussischer Nationalspieler war und während seiner aktiven Karriere bei verschiedenen Vereinen in Deutschland spielte. Alexander wurde im polnischen Danzig geboren, wo sein Vater seinerzeit bei Stoczniowiec Gdańsk unter Vertrag stand.
In seiner Jugend spielte Karachun im Nachwuchs des Heilbronner EC, dem letzten Verein seines Vaters, und wechselte im Sommer 2010 nach Österreich auf ein Eishockey-Internat in St. Pölten. Drei Jahre später kehrte er nach Heilbronn zurück und erhielt 2014 einen Profivertrag. Er absolvierte in der Saison 2014/15 seine ersten Einsätze für die Falken in der DEL2. Die Saison 2015/16 verbrachte Karachun beim EHC Freiburg ebenfalls in der zweiten Liga.
Im Frühjahr 2016 nahm der Stürmer ein Angebot der Grizzlys Wolfsburg aus der Deutschen Eishockey Liga (DEL) an. Mittels einer Förderlizenz wurde ihm ein Zweitspielrecht für den DEL2-Vertreter Eispiraten Crimmitschau gewährt. In der folgenden Saison 2019/20 spielte er für die Kassel Huskies aus der DEL2, ehe er im April 2020 von der Düsseldorfer EG verpflichtet wurde. Für die DEG kam er in 36 Spielen auf 17 Scorerpunkte. Anschließend wechselte er im Mai 2021 zu den Schwenninger Wild Wings in die DEL. Dort sammelte er in den folgenden drei Spielzeiten jeweils mindestens 25 Scorerpunkte in der Hauptrunde, obwohl er einen Großteil der Saison 2022/23 verletzungsbedingt verpasste.

### International
Karachun nahm mit der deutschen Nationalmannschaft an der Weltmeisterschaft 2022 teil, nachdem er erst in der WM-Vorbereitung sein Debüt in der Nationalmannschaft gefeiert hatte. Der Stürmer kam im Rahmen der WM in fünf der acht Spiele mit deutscher Beteiligung zum Einsatz und erzielte dabei zwei Tore. Einen weiteren Treffer bereitete er vor.

## Erfolge und Auszeichnungen
- 2017 Deutscher Vizemeister mit den Grizzlys Wolfsburg

## Karrierestatistik
Stand: Ende der Saison 2024/25

### International
Vertrat Deutschland bei:
- Weltmeisterschaft 2022

(Legende zur Spielerstatistik: Sp oder GP = absolvierte Spiele; T oder G = erzielte Tore; V oder A = erzielte Assists; Pkt oder Pts = erzielte Scorerpunkte; SM oder PIM = erhaltene Strafminuten; +/− = Plus/Minus-Bilanz; PP = erzielte Überzahltore; SH = erzielte Unterzahltore; GW = erzielte Siegtore; 1 Play-downs/Relegation; Kursiv: Statistik nicht vollständig)